# Pomacentrus amboinensis
Pomacentrus amboinensis är en fiskart som beskrevs av Bleeker, 1868. Pomacentrus amboinensis ingår i släktet Pomacentrus och familjen Pomacentridae. Inga underarter finns listade i Catalogue of Life.